# Krůtí maso

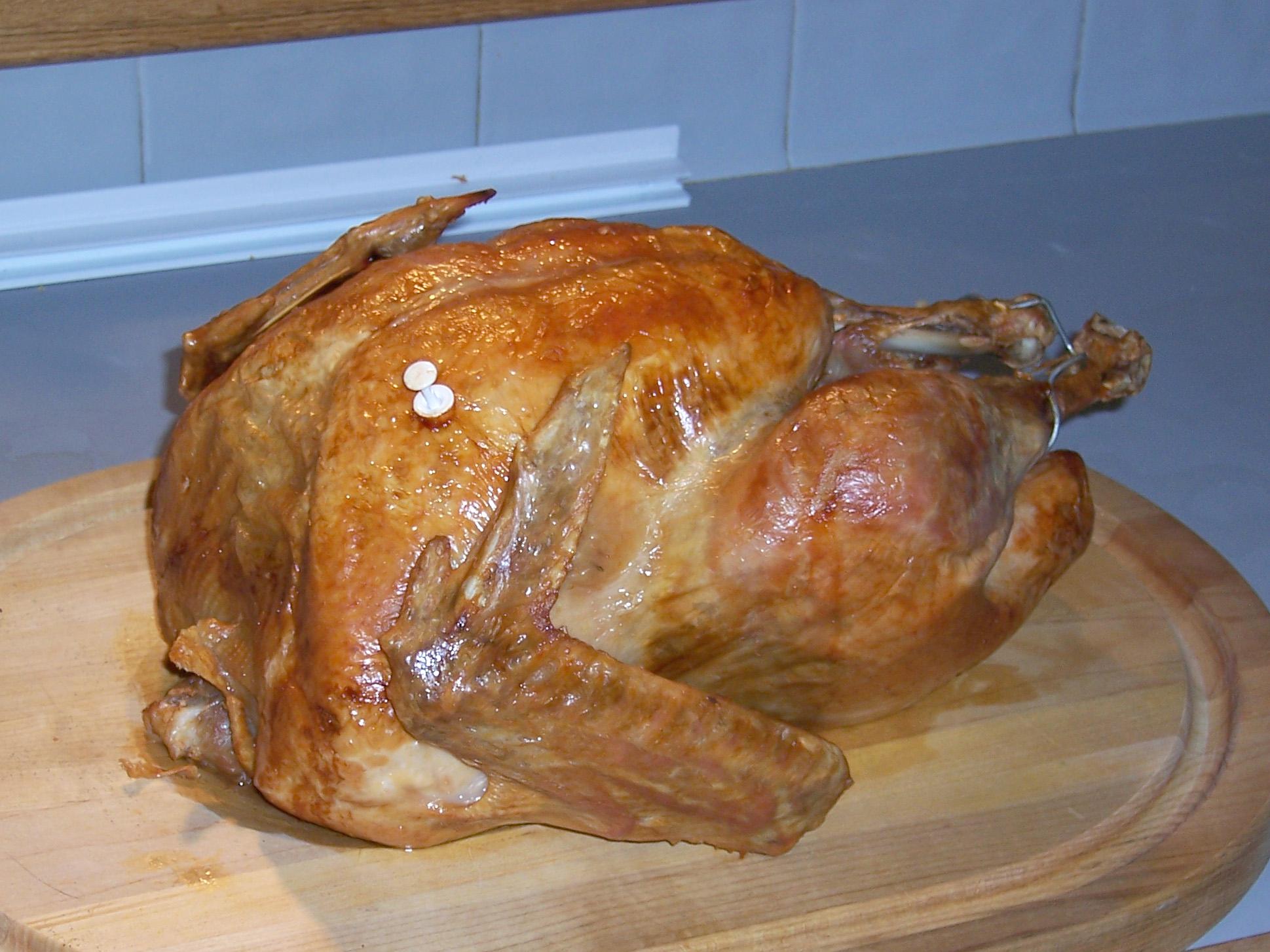
Pečená krůta připravená jako tradiční pokrm na Den díkůvzdání

Krůtí maso je maso pocházející z krocana (Meleagris). Obvykle pochází z domestikované krůty domácí (Meleagris gallopavo domesticus), ale může pocházet i z krocana divokého (Meleagris gallopavo).

## Charakteristika

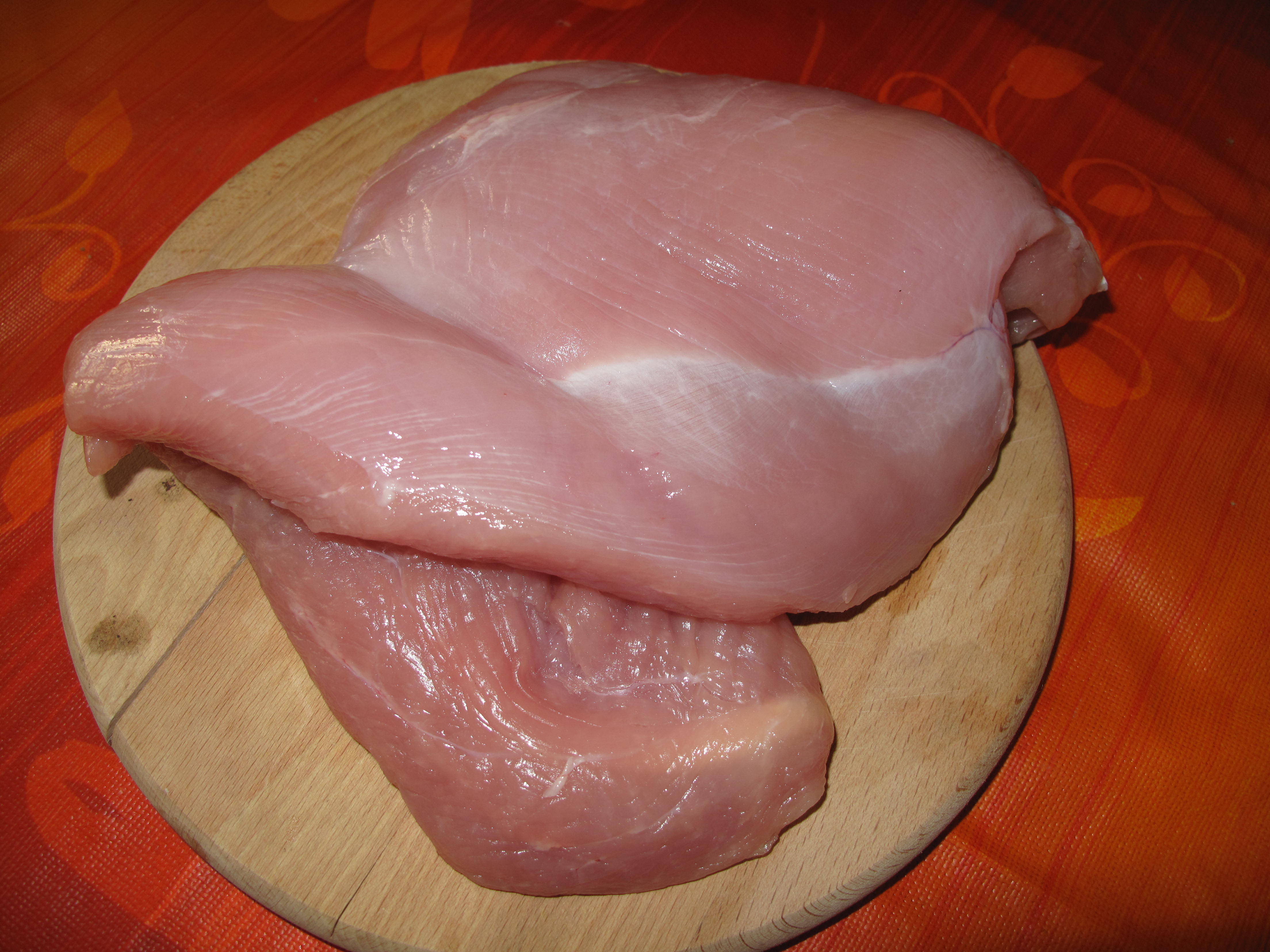
Syrová krůtí prsa

Divoké krůty, ačkoliv jsou technicky stejným druhem jako domestikované krůty, mají velmi odlišnou chuť od krůt chovaných na farmách. Téměř všechno jejich maso (včetně prsou) je tmavé s intenzivnější chutí. Chuť se také může sezónně měnit v závislosti na dostupném krmení, takže maso divoké krůty má koncem léta často výraznější zvěřinovou chuť kvůli většímu počtu hmyzu v jejím jídelníčku. Divoká krůta, která se živila převážně trávou a obilím, má mírnější chuť.

## Nutriční hodnoty
Syrové krůtí maso obsahuje 74 % vody, 25 % bílkovin, 1 % tuku a neobsahuje žádné sacharidy. Ve 100 g krůtích prsou je 465 kJ (111 kcal) a obsahuje vysoké množství bílkovin, niacinu, vitamínu B6 a fosforu. V mase se nachází i nezanedbatelné množství kyseliny pantothenové a zinku. 100 g krůtích prsou také obsahuje 279 mg tryptofanu, což je nízký obsah ve srovnání s jinými aminokyselinami v krůtím mase. Neexistují žádné vědecké důkazy o tom, že by toto množství tryptofanu z krůtího masa způsobovalo ospalost po jídle.

## Příprava krůtího masa
Krůty se často pečou v troubě po dobu několika hodin. Někdy se krůta před pečením naloží do solného nálevu, aby se zlepšila chuť a zvýšila vlhkost. Děje se to proto, že tmavé maso vyžaduje vyšší teplotu k denaturaci veškerého myoglobinu než bílé maso (s velmi nízkým obsahem myoglobinu), takže doba potřebná pro úplné uvaření tmavého masa může prsa příliš vysušit. Nakládání do solného nálevu umožňuje plně uvařit tmavé maso bez vysušení prsou.
V některých oblastech, zejména na americkém jihu, se krůtí maso také může smažit v oleji (často arašídovém) po dobu 30 až 45 minut pomocí fritézy na krůty. Smažení krůty se stalo módním výstřelkem s nebezpečnými následky pro ty, kteří nejsou připraveni bezpečně manipulovat s velkým množstvím horkého oleje.

## Kulturní tradice

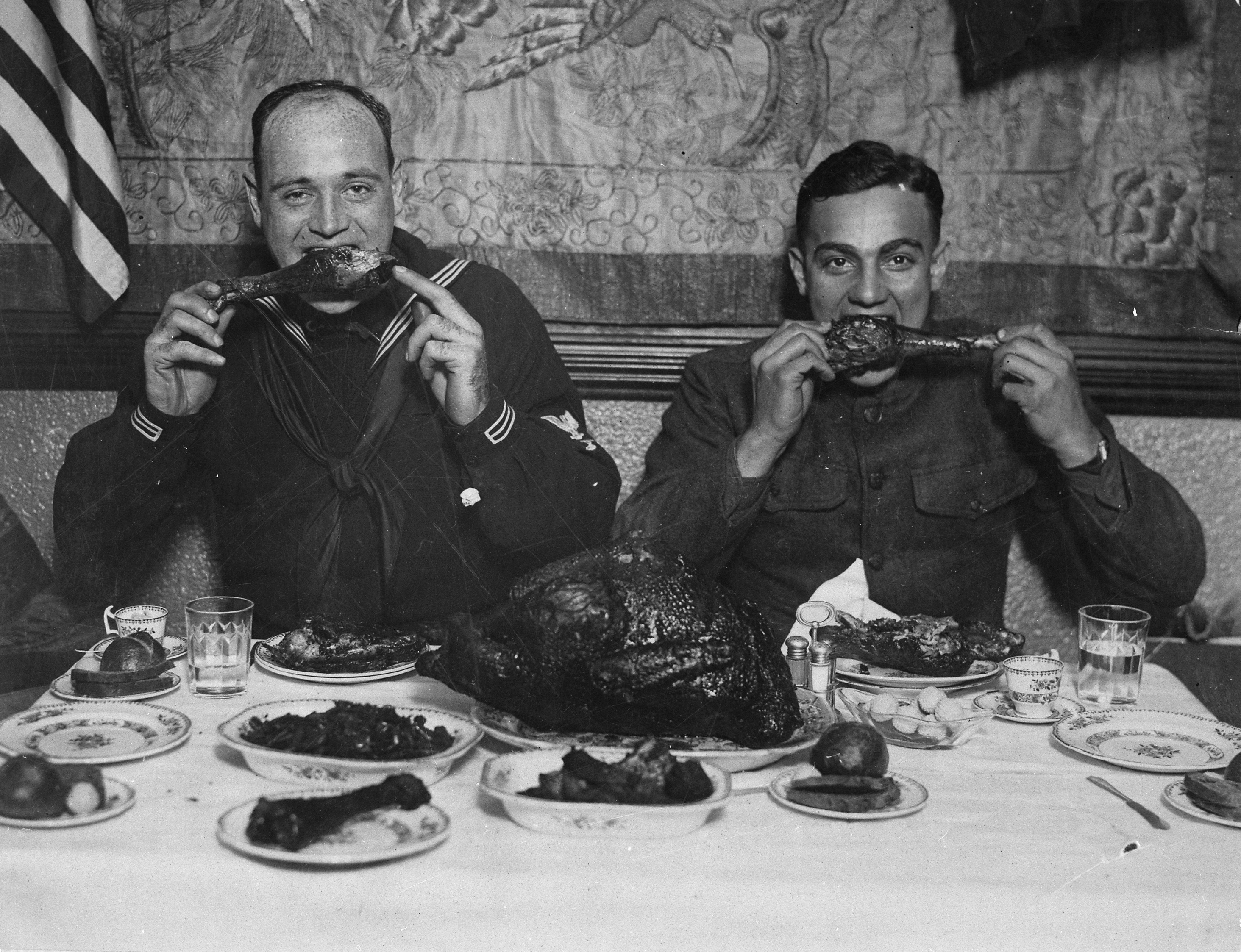
Američtí vojáci jedí krocana na Den díkůvzdání po skončení první světové války, 1918

Krůtí maso se v USA a Kanadě tradičně konzumuje jako hlavní chod při večeři na Den díkůvzdání. Krůtí maso konzumovali již domorodí obyvatelé Mexika, střední Ameriky a jižní části Spojených států amerických již od starověku. V 15. století přivezli španělští dobyvatelé do Evropy aztécké krůty. V Anglii se krůta jedla již v 16. století.
Před 20. stoletím byla nejběžnějším pokrmem podávaným během severoamerických svátků vepřová žebra, protože zvířata se obvykle porážela v listopadu. Krůty byly v minulosti v přírodě tak hojné, že se jedly po celý rok a krůtí maso bylo považováno za běžnou surovinu, zatímco vepřová žebra byla mimo období Díkůvzdání a Nového roku pouze zřídka v obchodech k sehnání. Zatímco se tradice podávání krůty na Vánoce šířila v 17. století po celé Velké Británii, mezi dělnickou třídou bylo běžné v tomto období podávat husu. Tato tradice převládala až do viktoriánského období.
Krůta podávaná s omáčkou mole je považována za mexický národní pokrm. Jedním z národních pokrmů na Tchaj-wanu je krůtí maso podávané s rýží.
Jelikož krocan pochází z Nového světa, takže v době vzniku Bible a Talmudu nebyl znám, již roky se diskutuje o jeho košer statutu. Většina autorit a dlouhá historie židovské tradice ho považují za košer, stejně jako další příbuzné druhy drůbeže, jako jsou kuřata, koroptve a bažanti.
Ve Finsku se krůty chovají od 50. let 20. století a jejich nejvyšší spotřeba je v období Vánoc. Chov krůt se soustřeďuje hlavně v Západním Finsku, přičemž 98 % finské produkce krůtího masa pochází z regionu Satakunta.